# Mitsuru Ono

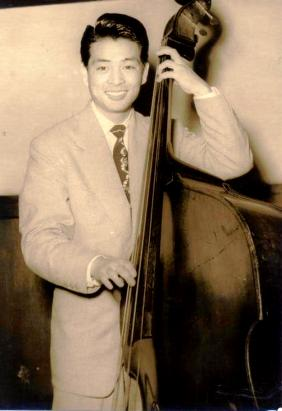
Mitsuru Ono

Mitsuru Ono (jap. 小野 満, Ono Mitsuru; * 3. Januar 1929; † 2. Januar 2008) war ein japanischer Jazzmusiker (Kontrabass).
Ono, der ab den 1950er-Jahren in der japanischen Jazzszene aktiv war, spielte u. a. 1953 in George Kawaguchis Band Big Four (mit Hidehiko Matsumoto (Tenorsaxophon) und Hachidai Nakamura am Piano), die sich erfolgreich an Charlie Venturas Big Four orientierten. 1959 nahmen die Big Four ein Album für King Records auf. Bereits in den späten 1950er-Jahren leitete Ono auch ein eigenes Ensemble; mit Mitsuru Ono & his Six Bros, dem u. a. auch Eiji Kitamura angehörte, trat er in Tokioter Jazzclubs wie Ginbasha oder Benibasha auf. In dieser Zeit spielte er außerdem mit dem Saxophonisten Jimmy Araki (Midnight Jazz Session, Victor 1959) und war um 1960 Mitglied der Swing Journal All Stars, die aus dem Leserpoll der gleichnamigen Jazzzeitschrift hervorging.
Im folgenden Jahrzehnt leitete Ono die Band Swing Beavers, mit der er auch mehrere Titel wie „Cute“ unter eigenem Namen aufnahm. Mit seinen Gruppen trat er auch in den Spielfilmen Kibô no otome (1958, Regie Yasushi Sasaki)  und Sasurai no trumpet (1963, Regie Hiroshi Noguchi) auf. Nach einem Weihnachtsalbum (Christmas Dance Music, 1968) im Easy Listening Stil nahm er Mitte der 1970er-Jahre die Fusion-orientierte Produktion Discotheque Hit (JVC, 1976) auf, mit Instrumentalversionen aktueller Pophits wie „Get Ready“ oder „You Haven’t Done Nothin’“. Auf dem folgenden Album When You Are Smiling (Victor), das 1978 entstand, spielte er mit seinen Swing Beavers (u. a. mit Hidehiko Matsumoto und Masaaki Fujita) bekannte Standards wie „How High the Moon“, „Perdido“ oder „These Foolish Things“. 1981 nahm er noch in Bigband-Besetzung das Album Encyclopedia of Standard (Carnival) auf, mit populären Jazznummern wie „Lover, Come Back to Me“, „Moonlight Serenade“ und „Take the “A” Train“. Im Bereich des Jazz listet ihn Tom Lord zwischen 1954 und 1981 bei neun Aufnahmesessions.